# Theodor Hultzsch
Traugott Theodor Hultzsch (* 8. November 1831 in Dresden; † 5. November 1904 ebenda) war ein deutscher konservativer Politiker.

## Leben und Wirken
Nach dem Besuch der 1. Bürgerschule in Dresden absolvierte Hultzsch eine kaufmännische Lehre in einer Eisenwarenhandlung. Anschließend war er 15 Jahre in der Drogeriewarenhandlung Gehe & Co angestellt, davon 10 Jahre als Prokurist. 1866 gründete er mit seinem Stiefbruder die Firma Hch. Kühn & Hultzsch. Ab 1849 gehörte er der Handels- und Gewerbekammer von Dresden an, deren Präsident er ab 1882 war. Zudem war er Präsident des Verwaltungsrates der Sächsischen Bank. Er trug den Titel eines Kommerzienrates.
Nach einer zweijährigen Amtszeit als Stadtverordneter wurde er in den Stadtrat von Dresden gewählt, dem er 12 Jahre lang bis zur freiwilligen Mandatsniederlegung Ende 1886 angehörte. Von 1887 bis 1893 gehörte er als Vertreter des 5. sächsischen Wahlkreises (Dresden links der Elbe) dem Reichstag an (Deutschkonservative Partei). Von 1891 bis zu seinem Tod gehörte Hultzsch als vom König ernanntes Mitglied der I. Kammer des Sächsischen Landtags an.
Hultzsch war mit Anna geb. Greiff verheiratet. Ihr gemeinsamer Sohn Eugen Hultzsch (1857–1927) war ein bekannter Indologe. Hultzsch verstarb 1904 in Dresden und wurde auf dem Trinitatisfriedhof beigesetzt.